# Soil
Soil (geralmente escrito "SOiL") é uma banda dos Estados Unidos da cidade de Chicago, Illinois.
Os membros atuais são Ryan Mccombs (vocal), Tom Schofield (bateria), Tim King (baixo) e Adam Zadel (guitarra).
O sucesso do Soil veio em 2001 quando Pat Lynch, de uma estação de rádio de Orlando, a WJRR, tocou a demo "Halo". Uma grande guerra de gravadoras aconteceu, e a banda escolheu a J Records (uma divisão da RCA Records). Uma lenda da indústria musical, Clive Davis, responsável por assinar bandas como Pink Floyd e Bruce Springsteen, assinou com a banda, e disse: "Vocês serão minha única banda de rock no momento. Vocês vão ser a minha prioridade".

## História
Soil foi formado originalmente em 1997 por membros das bandas de death metal Oppressor e Broken Hope, sendo o Soil um projeto paralelo. Os três primeiros lançamentos do Soil, Soil(EP), El Chupacabra(EP) e seu álbum de lançamento Throttle Junkies, não conseguiram levar a banda ao mainstream. Foi a partir deste momento que todos os membros saíram das antigas bandas e focaram somente ao Soil.
A formação original é Ryan McCombs (vocal - Atualmente no Drowning Pool), Shaun Glass (Guitarra - Atualmente no Dirge), Tom Schofield (bateria), Tim King (baixo) e Adam Zadel (Guitarra). McCombs saiu em 2004, após a banda sair da gravadora J Records, para ficar com sua família e mais tarde ir para o Drowning Pool, e Shaun saiu em 2007 alegando diferenças musicais. McCombs foi substituído por AJ Cavalier, da banda Diesel Machine.
O grande sucesso da banda veio em 2001 com o álbum Scars. Seu sucesso veio com os singles "Halo" e "Unreal".
Em 2004, a banda sai da gravadora J Records após o fracasso de vendas do seu segundo álbum Redefine. Após isto, o vocalista Ryan McCombs anunciou seu desligamento com a banda. O vocalista de Nova York AJ Cavalier foi apresentado à banda em 15 de Novembro de 2005, substituindo McCombs.
Em 20 de Julho de 2005, o Soil assina com a gravadora independente nova iorquina DRT Entertainment. Seu último trabalho True Self foi lançado em 2 de Maio de 2006. O álbum vazou em 4 de Março nos sites de P2P e BitTorrent, antes de 2 meses de seu lançamento oficial. A banda tem no total, 4 álbuns, sendo o último deles o True Self.
Em Novembro de 2008 a gravadora Driven Records anunciou em seu site que o SOiL acaba de assinar como sua gravadora.

## Membros
- Ryan McCombs - vocal (1997-2004, 2011-atualmente)
- Adam Zadel - guitarra, Backing Vocals (1997-atualmente)
- Tim King - baixo (1997-atualmente)
- Tom Schofield - bateria (1997-atualmente)

### Ex-membros
- Shaun Glass - guitarra (1997-2007) - atualmente no Dirge.
- AJ Cavalier - vocal (2005-2011)

## Discografia
Álbuns de estúdio
- Throttle Junkies (1999)
- Scars (2001)
- Redefine (2004)
- True Self (2006)
- Picture Perfect (2009)
- Whole (2013)

EPs
- El Chupacabra (1998)
- SOiL (2001)